# Quentin Zeller
Quentin Zeller (* 29. März 1994 in Genf) ist ein Schweizer Volleyballspieler.

## Karriere
Zeller begann seine Karriere 2011 bei Lausanne UC. Mit dem Verein spielte er zwei Jahre in der Nationalliga B und vier Jahre in der Nationalliga A. 2017 wechselte er zum Ligakonkurrenten Chênois Genf. Mit der Schweizer Nationalmannschaft nahm der Aussenangreifer an der Universiade 2019 teil. 2020 wurde er von Volley Amriswil verpflichtet. Mit Amriswil wurde er in der Saison 2020/21 Schweizer Vizemeister. In der Saison 2021/22 gelang dem Verein dann das Double aus nationalem Pokal und der Meisterschaft. Danach wechselte Zeller zum deutschen Bundesligisten TSV Haching München.